# コンカ・デイ・マリーニ
コンカ・デイ・マリーニ（イタリア語: Conca dei Marini）は、イタリア共和国カンパニア州サレルノ県にある基礎自治体（コムーネ）。アマルフィ海岸に位置する。

## 地理

### 位置・広がり
サレルノ県北西部、アマルフィ海岸に位置するコムーネの一つ。

#### 隣接コムーネ
- アマルフィ
- フローレ

## 文化・観光
「イタリアの最も美しい村」クラブ加盟コムーネである。
- エメラルドの洞窟 (イタリア)